# Elezioni per il Consiglio di Sicurezza dell'ONU del 1946
Le prime elezioni al Consiglio di Sicurezza dell'ONU si sono tenute il 12 gennaio 1946 all'Assemblea Generale delle Nazioni Unite alla Westminster Central Hall di Westminster, Londra, Regno Unito.
Durante le elezioni sono stati scelti sei membri non permanenti del Consiglio di Sicurezza delle Nazioni Unite, eletti per due anni, su 18 paesi candidati: Australia, Brasile, Egitto, Messico, Paesi Bassi e Polonia.
In una seconda votazione Australia, Brasile e Polonia si assicurarono una membership di due anni, mentre gli altri tre membri avrebbero partecipato solo per un anno, in base alle regole sulla rotazione all'interno del Consiglio di Sicurezza.